# Alpaida tabula
Alpaida tabula este o specie de păianjeni din genul Alpaida, familia Araneidae. A fost descrisă pentru prima dată de Simon, 1895. Conform Catalogue of Life specia Alpaida tabula nu are subspecii cunoscute.